# Alfredo Pacini
Alfredo Pacini (ur. 10 lutego 1888 w Capannori, archidiecezja Lucca; zm. 23 grudnia 1967 w Rzymie) – włoski duchowny katolicki, dyplomata watykański, kardynał.

## Życiorys
Studiował w seminarium w Lucca i przyjął tam święcenia kapłańskie 25 lipca 1913. W archidiecezji Lucca pracował jako duszpasterz oraz wykładał w miejscowym seminarium, z przerwą na służbę kapelana w okresie I wojny światowej. Otrzymał tytuły honorowego szambelana papieskiego (1924) oraz prałata domowego (1935).
Od 1924 pracownik dyplomacji Watykanu, był sekretarzem i audytorem w nuncjaturze w Jugosławii (1924–1933), audytorem w nuncjaturze w Polsce (1935–1944), radcą w nuncjaturze we Francji (1944–1946). W kwietniu 1946 został mianowany arcybiskupem tytularnym Germia (sakry biskupiej udzielił mu 11 czerwca t.r. w Paryżu Angelo Giuseppe Roncalli, nuncjusz we Francji) oraz nuncjuszem na Haiti i Santo Domingo.
W latach 1949–1960 był nuncjuszem w Urugwaju, następnie w Szwajcarii. Brał udział w obradach Soboru Watykańskiego II (1962–1965). 26 czerwca 1967 papież Paweł VI nadał mu godność kardynalską, przydzielając tytuł prezbitera SS. Angeli Custodi a Citta Giardino.